# 阿夫勒梅什蒂鄉
46°20′0″N 25°1′0″E / 46.33333°N 25.01667°E
阿夫勒梅什蒂鄉（羅馬尼亞語：Comuna Avrămești, Harghita），是羅馬尼亞的鄉份，位於該國中部，由哈爾吉塔縣負責管轄，面積28平方公里，海拔高度443米，2007年人口2,572，人口密度每平方公里91人。